# Kvadrille (dans)
 For alternative betydninger, se Kvadrille. (Se også artikler, som begynder med Kvadrille)
 Der er for få eller ingen kildehenvisninger i denne artikel, hvilket er et problem. Du kan hjælpe ved at angive troværdige kilder til de påstande, som fremføres i artiklen.

En kvadrille [kvadrilje] er et udtryk inden for folkedans. 
En kvadrille er en mindre gruppe på fire par der danner et kvadrat. 
I denne forbindelse hører man også termerne; 1., 2., 3., og 4. par. Som tommelfingerregel er 1. par, det par der har ryggen til musikken og 2. par står overfor. 3. par står på første pars højre side og fjerde par over for. Eksempel kvadrilledans er Baglæns kontrasejre.
| Dans | Spire Denne artikel om dans eller danseudtryk er en spire som bør udbygges. Du er velkommen til at hjælpe Wikipedia ved at udvide den. |